# Maniola ocellata
Maniola ocellata är en fjärilsart som beskrevs av Tutt 1908. Maniola ocellata ingår i släktet Maniola och familjen praktfjärilar. Inga underarter finns listade i Catalogue of Life.